# 宮宿 (山形県朝日町)
宮宿（みやじゅく）は、山形県西村山郡朝日町に存在する大字で、村山郡末吉良村および村山郡中郷村（中江とも）のち村山郡宮宿村および村山郡東助巻村・西助巻村のち村山郡助巻村、旧西村山郡東五百川村大字宮宿、旧西村山郡宮宿町大字宮宿に相当する。郵便番号は990-1442。古くから、五百川地方の中心的地域であり、旧西村山郡東五百川村および旧西村山郡宮宿町、西村山郡朝日町の役場がおかれた。最上川東岸一帯の東五百川地区（後述）に含まれる。

## 歴史
縄文時代中期に集落（現在の上ノ台遺跡）が形成される。
古くは最上郡八木郷に属していたとされ、平安時代後期になると、八木郷の行政単位としての機能は消滅し、荘園公領制の成立に伴い、村山郡南西部を占める寒河江荘の支配下になった。戦国大名である最上氏の支配下になり、柴田七郎兵衛家二十五代吉康により、中郷本田堰が作られ、熊野神社・豊龍神社の林を切り開き開田し、宮宿村の前進となる中郷村が形成されたことが、現在ある集落の始まりとされている。中郷本田堰は送橋の上流、水本の上芦沢の三ノ沢橋下手に堰口を設け、螺倉山の山腹を縫って約四キロメートル流れて新宿へと至る水路である。江戸期になると、現在の宮宿にあたる末吉良村および東助巻村、中郷村は、杉山村や松原村、宇津野村、大滝村、四野沢村、新宿村、古槇村、送橋村、上足沢村、下足沢村、摂待村、大巻村、和合村とともに村山郡東五百川郷に属し、同じく現在の宮宿にあたる西助巻村は松程村や太郎村、大船木村、今平村、八ツ沼村、能中村、高田村、長沼村、石須部村、立木村、白倉村、夏草村、水口村、赤釜村、一石楢村、須野瀬村、新崩村、西船渡村、雪谷村とともに西五百川郷に属した。1622年（元和8年）まで山形藩による支配を受けていたが、最上氏が最上騒動により改易になると、左沢藩（藩主は酒井直次）領となったのち、1631年（寛永8年）に幕府領庄内藩預り地、1632年（寛永9年）庄内藩領、1649年（慶安2年）より、出羽松山藩左沢領として明治維新を迎えた。江戸期には中郷村は上宮宿村・下宮宿村・前田沢村の三集落にわかれ、近隣4ヶ村とともに中郷組を組織、長岡戸右衛門、柴田七郎兵衛、鈴木惣十郎、今井治郎三郎らが大庄屋を勤めた。村高等は慶安元年の名寄帳では605石余、宝暦8年の左沢御領知村高組訳書抜帳では679石余、天保郷帳では679石余、村山石高帳では天保13年674石余、旧高旧領では687石余、元禄3年の中郷村御水帳では、655石余、うち上宮宿村228石余、下宮宿村115石余、前田沢村311石余となっている。中郷村以外の、現在の宮宿を構成する村々の石高は1758年（宝暦8年）の左沢御領知村高組訳書抜帳によれば、末吉良村が212石余、東助巻村が104石、西助巻村が60石余であった。田畑は用水は溜井と芦沢の水をひいたが、たびたび旱損に悩まされていたとされ、農間余業として、男は薪をとり、女は太布をおり、青苧を作っていた。天保年間以後、桑市が開かれるようになり、1925年（大正14年）に桑市が廃止されるまで、養蚕・青苧といった産業が盛んであった。青苧は最上青苧（五百川苧）のブランド名で品質・生産量ともに全国有数であり、送橋口から、大蕨村（現在の東村山郡山辺町）を経て、船町（現在の山形市）より最上川舟運を利用し、酒田の買次問屋鐙屋惣左衛門により、上方や越中国へと送られるなどして、青苧は当域を含め、五百川地方の農民の最大の換金作物となった。養蚕が盛んであったことから、明治中期には製糸も盛んとなり、宮宿には丸五器械が工場をおき、新宿の良進社および上郷の松尾器械、大谷の益進社、松程の共同製糸場とともに、町の産業を支えた。1875年（明治8年）に中郷村から宮宿村へと改称し、1881年（明治14年）に末吉良村と助巻村を合併した。1889年（明治22年）に町村制が施行されると、宮宿村、新宿村、雪谷村、四野沢村、大滝村、上郷村、杉山村、針生村、古真木村、送橋村、下芦沢村、水本村、和合村の13ヶ村が合併し、東五百川村が成立し、東五百川村役場が域内に設置された。戦後は、人口減少が問題となり、朝日町は農業構造改善事業の一環で、宮宿を含め、域内各地に農業団地が造成され、宮宿にはブドウの農業団地が造成された。

### 沿革
- 844年（承和11年）：延暦寺の僧である安慧が宮宿含め、東五百川の鎮守として豊龍神社を、別当に宝筺山東守寺を建立[11]。
- 1558年（永禄元年）頃：新宿の鳥屋ヶ森館主岸美作守義満が巣林寺の第鷹俊最を招き、三宝山曹洞宗福昌寺が開創されたとされる[8]。
- 天正年間：柴田七郎兵衛家二十五代吉康が中郷本田堰を開く[11]。
- 1589年（天正17年）：中郷村の開拓に伴い現在の位置に移転し、山号を熊野山と改める[8][11]。
- 1622年（元和8年）：最上氏改易に伴い、左沢藩酒井直次の支配下となる[16]。
- 1631年4月（寛永8年3月）：酒井直次が死去し、嗣子不在により、領地収公され、幕府領庄内藩酒井忠勝預け地となる[9]。
- 1632年7月（寛永9年6月）：熊本城主加藤忠広が譴をうけ、左沢1万石に配流される[9]。
- 1649年（慶安2年）：出羽松山藩酒井忠恒の飛地となる[9]。
- 1697年（元禄10年）：中郷本田堰の堰路が修理され、水量が以前の二倍になる[8]。
- 1785年（天明5年）：酒井忠休に領地替が命ぜられ、左沢領内28ヶ村が幕領となり、柴橋・尾花沢両代官所の管轄となる[9]。
- 1788年（天明8年）：再び出羽松山藩の支配下になる[9]。
- 明治2年：出羽松山藩が松嶺藩に改称[13]。
- 明治4年7月：廃藩置県により、松嶺県となる[13]。
- 明治5年：当域に大区小区制施行[13]。
- 1874年（明治7年）：宮宿三等郵便局が設置される[12]。
- 1875年（明治8年）：東助巻村と西助巻村が合併し、助巻村となる[11]。
- 1876年（明治9年）：大区小区制が改正され、当域は第二大区小三区の管轄となった[13]。
- 1878年（明治11年）7月：山形県の管轄となる[13]。
- 1881年（明治14年）：宮宿村が、助巻村と末吉良村と合併[13]。
- 1886年（明治19年）：五百川橋が架橋される[12]。
- 1887年（明治20年）：宮宿荒砥間に郡道が開通[12]。
- 1889年（明治22年）：町村制が施行され、宮宿村、新宿村、雪谷村、四野沢村、大滝村、上郷村、杉山村、針生村、古真木村、送橋村、下芦沢村、水本村、和合村の13ヶ村が合併し、東五百川村が成立し、宮宿村は東五百川村大字宮宿となった[13]。
- 1892年（明治25年）：宮宿三等郵便局が宮宿郵便電信局と改称し、電報の取り扱いが開始[12]。
- 1903年（明治36年）：宮宿郵便電信局が宮宿郵便局と改称、通信の取り扱いが開始[12]。
- 1928年（昭和3年）：東五百川村が町制を施行し、宮宿町となるに伴い、東五百川村大字宮宿は宮宿町大字宮宿となった[13]。
- 1954年（昭和29年）：宮宿町が、西五百川村と大谷村と合併し、朝日町が成立するに伴って、宮宿町大字宮宿は朝日町宮宿となった[13]。
- 1972年（昭和47年）：第2次農業構造改善事業の一環でブドウの農業団地が造成[12]。
- 1973年（昭和48年）：水田基盤整備が開始[12]。

## 地理
北は四ノ沢、南は新宿や雪谷、東は古槇や送橋、西は最上川をはさんで三中と接する。市街地は北西部に集中しており、東部は山地、南部は森林と田畑が展開している。
域内の西部を最上川が流れており、五百川渓谷という急流を形成している。五百川渓谷は西置賜郡白鷹町荒砥から西村山郡大江町左沢まで南北にわたる渓谷で1694年（元禄7年）に米沢藩の商人である西村久左衛門が大瀬と黒滝の急灘を治めて、舟筏の往来が開始された。五百川渓谷の先行性河流は下刻とともに侵食も行って、沿岸に2、3の段丘をのせた低地を形作るため、宮宿には環流丘陵状の段丘残片が確認されている。

### 小字
- 大町
- 小清水
- 甲186
- 甲192
- 清水
- 栄町
- 助ノ巻
- 中郷
- 西原
- 西町
- 本町
- 前沢田
- 元町

### 消滅した小字
西村山郡東五百川村大字宮宿にはあったが、2023年5月現在の西村山郡朝日町宮宿にはない小字を列挙する。
- 十本木
- 上ノ田
- 五反田
- 大沢口
- タテ
- 野中尻
- 蟹沢
- 南ノ表
- 一ノ沢
- 二ノ沢
- 松保
- 三ツ瀬
- 向山
- 上ノ台
- 北田
- 下モ宿
- 大清水
- 経ケ崎：域内に豊龍神社が所在し、経塚をその地名の由来とする[11]。
- 烏泊リ
- 田中
- 八合田
- 中ノ沢
- 西ノ沢
- 小坂
- 柏原
- 道合
- 久保田
- 新宿
- 元宿
- 上宿
- 元屋敷
- 六角
- 真木堀
- 佐惣
- 四ノ沢
- 岩坂
- 地蔵前
- 原
- 前坂
- 山合
- 浦山
- 天ケ沢
- 大鹿野
- イセダン
- 一枚田
- 十暮山
- 浦ノ沢
- 北川
- 沼ノ倉
- 琵琶清水
- 道場入
- 高橋
- 八天
- 納戸屋敷
- 下見沢
- 伊勢鉢
- 三ノ沢
- 谷地
- 南ノ前
- 船久保
- 小塩山
- 高森
- 横立目
- 大峯
- 草林
- 森林
- 後ガ沢
- 大峯下
- 新屋敷
- 志津
- 船橋
- 城辺清水
- 八内沢
- 前森
- 小中峯
- 大中峯
- 大崩
- 大桂
- 本南
- 小桂
- 葭谷地
- 大日向
- アダ坂
- 北志津
- 清水
- 下タ宿
- 高関
- 寺ノ裏
- 家ノ裏
- 南沼
- 丸久ネ
- 家ノ脇
- ヒバノ下
- 北
- 三本木
- 山居
- 中郷
- 助巻
  - 前田
  - 沢向
  - 砂子田
  - 経ケ崎
  - 久ツ禰
  - 真木
  - 三本木
  - 伝中
  - 前山
  - 杉ノ原
  - 上河原
  - 八ツ峯沢
  - 下宿
  - 久津根
  - 戸暮山
  - 中郷橋脇
  - 中郷江尻
  - 中郷中道
  - 八合目
  - 昼芝
  - 宮宿
  - 本屋敷
  - 横立目岸
- カラストマリ
- 末吉良
- 藤蔵壇
- 南
- 天ノ沢
- 的場
- 風呂山
- 横立峯

## 施設
- 宮宿郵便局（宮宿元宿1103-2）[18]
- 朝日町立朝日中学校（宮宿108）[19]
- 朝日町民武道館（宮宿108）[19]
- 緑ヶ丘公園（宮宿345-1）[19]
- 朝日町民プール（宮宿345-1）[19]
- 豊龍公園（宮宿595-2）[19]
- 清水ハイツ（宮宿758-22）[19]
- 朝日町立病院（宮宿843）[19]
- 朝日町立宮宿小学校（宮宿1021）[19]
- みなみハイツ（宮宿1076-9）[19]
- 蔵ハイツ大町（宮宿1078-3）[19]
- 朝日町商工会（宮宿1103-1）[19]
- さゆりハイツ（宮宿1104-3）[19]
- 朝日町役場（宮宿1115）[19]
- 朝日町民体育館（宮宿1115）[19]
- 西村山広域行政事務組合消防署朝日分署（宮宿1115）[20]
- あさひ旅のココロ館（朝日町観光協会事務局）（宮宿1175-2）[19]
- りんご温泉（宮宿1353-1）[21]
- 朝日町立図書館（宮宿2265）[19]
- 朝日町エコミュージアム協会（宮宿2265）[19]
- あさひ保育園（宮宿2272）[19]
- こども支援センターあさひ（宮宿2272）[19]
- 中郷ハイツ（宮宿2306-1）[19]
- 朝日町放課後児童クラブ（宮宿2405-1）[19]
- エコミュージアムコアセンター創遊館（宮宿2265）[19]

## 交通

### 道路
- 国道287号
- 山形県道113号宮宿浮島線

### 鉄道
域内に鉄道は走っていないが、一時期、大江町左沢と白鷹町荒砥を結び、当域を走る左荒線が計画されていた。なお、最寄駅はJR左沢線の羽前山辺駅や左沢駅が挙げられる。

### バス
- 山交バス
  - 朝日町役場・寒河江駅線[22]
- 朝日町営バス
  - 朝日町・山形市間直行線[22]
  - 寒河江市・朝日町直行線[22]

## 寺社仏閣
- 豊龍神社：宮宿の市街地北西の丘の上に所在し、豊玉姫大神を祭神とする[11]。明和年間に出羽松山藩医の羽柴玄倫の著した宗古録によれば、844年（承和11年）に延暦寺の僧である安慧が出羽国を巡り歩き、この地に講場を開いた際に、龍の神霊を鎮め祀って、この地の鎮守とし、別当宝筺山東守寺を建立したとされる[11]。なお、豊龍神社付近では、経筒を納める容器として用いられたと推測される12世紀末の珠洲系陶器が出土した[11]。境内には、幹囲約9メートル、樹高約40メートルの大杉があり、山形県の天然記念物に指定されている[11]。
- 熊野山福昌寺：曹洞宗の寺院で本尊は釈迦如来である[8]。当初は、鳥屋ヶ森館主岸美作守義満が巣林寺（現在の尾花沢市に所在）七世第鷹俊最を招き、永禄元年頃に根古屋に寺を建立し、山号を三宝山と称したとされる[8]。しかし、最上義光が鳥屋ヶ森館を攻略したとき、寺は兵火にかかったため、三本木に移転し、山号を三本山と改めた[11]。その後、1589年（天正17年）に宮宿付近の開拓の進展に伴い、熊野権現社地へと移り、山号を現在の熊野山に改めた。

## 祭り
- 朝日町ワイン祭り：エコミュージアムコアセンター創遊館にて毎年9月頃開催される[23]。入場券は完全前売制で、朝日町ワインのほか、バーベキューやぶどう踏み競争、抽選会を楽しめる[23]。
- 豊龍神社祭礼：5月2日に前夜祭では若衆会のお神輿が行われ、5月3日の当日は屋台や子供神輿や大獅子が踊る[24]。

## 東五百川地区
東五百川地区（ひがしいもかわちく）は朝日町を構成する三地区の一つであり、旧東五百川村の大字針生（現在の白鷹町針生）をのぞいた地域、即ち、現在の朝日町のうち最上川東岸に位置する地域に相当し、現在の宮宿・新宿・雪谷・四ノ沢・大滝・上郷・杉山・古槇・送橋・下芦沢・和合・和合平がこらに含まれる。中心的地区は、朝日町の行政および経済の中心を担っている宮宿である。